# Мале Біле (Казахстан)
Мале Бі́ле (каз. Малое Белое) — село у складі Кизилжарського району Північноказахстанської області Казахстану. Входить до складу Асановського сільського округу.
Населення — 53 особи (2021; 61 у 2009, 80 у 1999, 95 у 1989).
Національний склад станом на 1989 рік:
- казахи — 43 %
- росіяни — 29 %.